# 綾羅イルカ館
綾羅イルカ館（ルンナイルカかん）は、朝鮮民主主義人民共和国（以下、北朝鮮）の平壌市内にあるイルカの水族館（ドルフィナリウム）。北朝鮮で初となるイルカショー施設であり、2012年に竣工した。綾羅島の綾羅人民遊園地内にある。

## 建設の沿革
2011年7月に綾羅イルカ館の建設が決定した。11月16日、朝鮮中央通信が平壌市にイルカ館、スケート場、公衆浴場が建設中であると報道した。このドルフィナリウムは、インターネット上で建設工事中の映像が公開された。
2012年、北朝鮮の指導者・金正恩は「綾羅人民遊園地は、朝鮮労働党より平壌市民への贈り物となる」と語った。また、金正恩は竣工前や開園前に施設の視察も行っている。西側の報道では、イルカ館は国家の威信を高めるためのプロジェクトの一環であると捉えた報道もある。
このような結果、2012年7月25日に竣工した。
著述業の北岡裕によれば、日本の地方議員の協力もあり、日本から多くの水族館に関する資料が送られた他、イルカショーの導入を推奨されたとしている。

## 建物
イルカの水族館は北朝鮮では初めてである。
建物には朝鮮語で「릉라곱등어관」と書かれているが、「곱등어」は北朝鮮では「イルカ」の意である。日本のメディアは「綾羅イルカ館」という名称を用いることもある。
建築関係者や場内案内者の話によれば、建物の敷地面積は5,900平方メートル余りで、ほぼ3,000立方メートルの体積を持つ公演水槽、二階建ての1,492席の地上観覧ホールと、16の補助水槽、海水を貯える海水予備タンク、自動水循環ろ過システムがあるという。
海水は、海に面した南浦から平壌へパイプラインで運ぶ。この「南浦 - 平壌海水パイプライン」はその長さは50キロメートルとも、100キロメートルとも言われ、イルカ館のほかに中央動物園水族館や、浄水システムなどに使われる。

## 展示
イルカショーを行う。
2015年現在、全て北朝鮮付近の海域に生息するマダライルカを使用している。イルカのトレーナーによれば、開業に向けて、マダライルカの「平壌1号」（この施設ではイルカは地名＋番号で区別される）を、中華人民共和国の海南島で、トレーナー自身が馴致訓練をしたと述べている。北朝鮮では、イルカのトレーナーも国内初の職業であり、調教師は約7か月間、海外で研修を受けたとも報じられている。なお、2012年10月の朝鮮新報の報道によれば、イルカ館に在籍する調教師10人全てが現役の金日成総合大学の学生であると報じている。
各ホールと通路には関連写真、解説などの電光板が設置されている。また、資料室があり、パソコンが並べられている。科学技術普及室には、海洋動物の剥製、標本などが展示されている。
2012年現在、営業時間は10時から20時。公演は1日3回（11時、15時、19時）。公演時間は約20分。